# Giải Oscar lần thứ 83
Giải Oscar lần thứ 83 được tổ chức bởi Viện Hàn lâm Khoa học và Nghệ thuật Điện ảnh (Academy of Motion Picture Arts and Sciences - AMPAS) nhằm vinh danh những phim xuất sắc nhất năm 2010. Lễ trao giải diễn ra tại nhà hát Kodak ở Los Angeles, bang California với tổng cộng 24 hạng mục. Buổi lễ được truyền hình trực tiếp tại Hoa Kỳ trên kênh  ABC.  Các diễn viên James Franco và Anne Hathaway dẫn chương trình.
Các đề cử cho giải lần thứ 83 được công bố vào ngày 25 tháng 1 năm 2011. The King's Speech nhận được 12 đề cử và là bộ phim có số đề cử nhiều nhất. True Grit đứng tiếp theo với 10 đề cử, còn  The Social Network và Inception mỗi phim nhận được 8 đề cử.

## Đề cử và đoạt giải
Các đề cử giải Oscar lần thứ 83 được công bố vào ngày 25 tháng 1 năm 2011, tại Samuel Goldwyn Theater, Beverly Hills, California, bởi chủ tịch AMPAS, Tom Sherak và Mo'Nique, người đoạt giải nữ diễn viên phụ xuất sắc nhất năm 2009. Giải Oscar lần này sẽ được trao ở 24 thể loại.
Ghi chú: các đề cử được tô đậm là các đề cử chiến thắng
| Phim xuất sắc | Đạo diễn |
| --- | --- |
| - The King's Speech – Iain Canning, Emile Sherman, và Gareth Unwin - 127 Hours – Danny Boyle và Christian Colson - Thiên nga đen – Scott Franklin, Mike Medavoy, và Brian Oliver - The Fighter – David Hoberman, Todd Lieberman, và Mark Wahlberg - Inception – Christopher Nolan và Emma Thomas - The Kids Are All Right – Gary Gilbert, Jeffrey Levy-Hinte, và Celine Rattray - The Social Network – Dana Brunetti, Ceán Chaffin, Michael De Luca, và Scott Rudin - Câu chuyện đồ chơi 3 – Darla K. Anderson - True Grit – Ethan Coen, Joel Coen, và Scott Rudin - Winter's Bone – Alix Madigan và Anne Rosellini | - Tom Hooper – The King's Speech - Darren Aronofsky – Thiên nga đen - Ethan Coen và Joel Coen – True Grit - David Fincher – The Social Network - David O. Russell – The Fighter |
| Vai nam chính | Vai nữ chính |
| - Colin Firth – The King's Speech vai Prince Albert, Duke of York / King George VI - Javier Bardem – Biutiful vai Uxbal - Jeff Bridges – True Grit vai Rooster Cogburn - Jesse Eisenberg – The Social Network vai Mark Zuckerberg - James Franco – 127 Hours vai Aron Ralston | - Natalie Portman – Thiên nga đen vai Nina Sayers - Annette Bening – The Kids Are All Right vai Nic - Nicole Kidman – Rabbit Hole vai Becca Corbett - Jennifer Lawrence – Winter's Bone vai Ree Dolly - Michelle Williams – Blue Valentine vai Cindy |
| Vai nam phụ | Vai nữ phụ |
| - Christian Bale – The Fighter vai Dicky Eklund - John Hawkes – Winter's Bone vai Teardrop - Jeremy Renner – The Town vai James "Jem" Coughlin - Mark Ruffalo – The Kids Are All Right vai Paul - Geoffrey Rush – The King's Speech vai Lionel Logue | - Melissa Leo – The Fighter vai Alice Ward - Amy Adams – The Fighter vai Charlene Fleming - Helena Bonham Carter – The King's Speech vai Elizabeth Bowes-Lyon / Queen Elizabeth - Hailee Steinfeld – True Grit vai Mattie Ross - Jacki Weaver – Animal Kingdom vai Janine "Smurf" Cody |
| Kịch bản gốc | Kịch bản chuyển thể |
| - The King's Speech – David Seidler - Another Year – Mike Leigh - The Fighter – Scott Silver, Paul Tamasy, và Eric Johnson - Inception – Christopher Nolan - The Kids Are All Right – Lisa Cholodenko và Stuart Blumberg | - The Social Network – Aaron Sorkin từThe Accidental Billionaires của Ben Mezrich - 127 Hours – Danny Boyle và Simon Beaufoy từBetween a Rock và a Hard Place của Aron Ralston - Câu chuyện đồ chơi 3 – Michael Arndt, John Lasseter, Andrew Stanton, và Lee Unkrich; dựa trên Toy Story và Toy Story 2 - True Grit – Ethan Coen và Joel Coen từTrue Grit của Charles Portis - Winter's Bone – Debra Granik và Anne Rosellini từWinter's Bone của Daniel Woodrell |
| Phim hoạt hình | Phim ngoại ngữ |
| - Câu chuyện đồ chơi 3 – Lee Unkrich - How to Train Your Dragon – Chris Sanders và Dean DeBlois - The Illusionist – Sylvain Chomet | - In a Better World (Denmark) in * Biutiful (Mexico) in Tiếng Tây Ban Nha và Tiếng Anh – Alejandro González Iñárritu - Dogtooth (Greece) in Greek – Yorgos Lanthimos Danish, Swedish, và Tiếng Anh – Susanne Bier - Incendies (Canada) in Tiếng Pháp và Arabic – Denis Villeneuve - Outside the Law (Algeria) in Arabic và Tiếng Pháp – Rachid Bouchareb |
| Phim tài liệu | Phim tài liệu ngắn |
| - Inside Job – Charles H. Ferguson và Audrey Marrs - Exit Through the Gift Shop – Robert Banks và Jaimie D'Cruz - Gasland – Josh Fox và Trish Adlesic - Restrepo – Tim Hetherington và Sebastian Junger - Waste Land – Lucy Walker và Angus Aynsley | - Strangers No More – Karen Goodman và Kirk Simon - Killing in the Name – Jed Rothstein - Poster Girl – Sara Nesson - Sun Come Up – Jennifer Redfearn và Tim Metzger - The Warriors of Qiugang – Ruby Yang và Thomas Lennon |
| Phim ngắn | Phim hoạt hình ngắn |
| - God of Love – Luke Matheny - The Confession – Tanel Toom - The Crush – Michael Creagh - Na Wewe – Ivan Goldschmidt - Wish 143 – Ian Barnes | - The Lost Thing – Andrew Ruhemann và Shaun Tan - Day & Night – Teddy Newton - The Gruffalo – Max Lang và Jakob Schuh - Let's Pollute – Geefwee Boedoe - Madagascar, a Journey Diary – Bastien Dubois |
| Nhạc phim | Ca khúc |
| - The Social Network – Trent Reznor và Atticus Ross - 127 Hours – A.R. Rahman - How to Train Your Dragon – John Powell - Inception – Hans Zimmer - The King's Speech – Alexandre Desplat | - We Belong Together từ Câu chuyện đồ chơi 3 – Randy Newman - "Coming Home" từCountry Strong – Bob DiPiero, Tom Douglas, Hillary Lindsey, và Troy Verges - "I See the Light" từTangled – Alan Menken và Glenn Slater - "If I Rise" từ127 Hours – A.R. Rahman, Rollo Armstrong, và Dido |
| Biên tập âm thanh | Âm thanh |
| - Inception – Richard King - Câu chuyện đồ chơi 3 – Tom Myers và Michael Silvers - Tron: Legacy – Gwendolyn Yates Whittle và Addison Teague - True Grit – Skip Lievsay và Craig Berkey - Unstoppable – Mark P. Stoeckinger | - Inception – Lora Hirschberg, Gary A. Rizzo, và Ed Novick - The King's Speech – Paul Hamblin, Martin Jensen, và John Midgley - Salt – Jeffrey J. Haboush, Greg P. Russell, Scott Millan, và William Sarokin - The Social Network – Ren Klyce, David Parker, Michael Semanick, và Mark Weingarten - True Grit – Skip Lievsay, Craig Berkey, Greg Orloff, và Peter F. Kurland                                                                                      |
| Chỉ đạo nghệ thuật | Quay phim |
| - Alice in Wonderland – Art Direction: Robert Stromberg; Set Decoration: Karen O'Hara - Harry Potter và the Deathly Hallows: Part 1 – Art Direction: Stuart Craig; Set Decoration: Stephenie McMillan - Inception – Art Direction: Guy Hendrix Dyas; Set Decoration: Larry Dias và Doug Mowat - The King's Speech – Art Direction: Eve Stewart; Set Decoration: Judy Farr - True Grit – Art Direction: Jess Gonchor; Set Decoration: Nancy Haigh | - Inception – Wally Pfister - Thiên nga đen – Matthew Libatique - The King's Speech – Danny Cohen - The Social Network – Jeff Cronenweth - True Grit – Roger Deakins |
| Hóa trang | Trang phục |
| - The Wolfman – Rick Baker và Dave Elsey - Barney's Version – Adrien Morot - The Way Back – Edouard F. Henriques, Gregory Funk, và Yolanda Toussieng | - Alice in Wonderland – Colleen Atwood - I Am Love – Antonella Cannarozzi - The King's Speech – Jenny Beavan - The Tempest – Sandy Powell - True Grit – Mary Zophres |
| Biên tập | Best Visual Effects |
| - The Social Network – Angus Wall và Kirk Baxter - 127 Hours – Jon Harris - Thiên nga đen – Andrew Weisblum - The Fighter – Pamela Martin - The King's Speech – Tariq Anwar | - Inception – Paul Franklin, Chris Corbould, Andrew Lockley, và 'Perter Bebb - Alice in Wonderland – Ken Ralston, David Schaub, Carey Villegas, và Sean Phillips - Harry Potter và the Deathly Hallows: Part 1 – Tim Burke, John Richardson, Christian Manz, và Nicolas Aithadi - Hereafter – Michael Owens, Bryan Grill, Stephan Trojanski, và Joe Farrell - Iron Man 2 – Janek Sirrs, Ben Snow, Ged Wright, và Daniel Sudick                                    |

## Các phim có nhiều đề cử
14 bộ phim có nhiều hơn 1 đề cử:
- 12: The King's Speech
- 10: True Grit
- 8: Inception và The Social Network
- 7: The Fighter
- 6: 127 Hours
- 5: Black Swan và Câu chuyện đồ chơi 3
- 4: The Kids Are All Right và Winter's Bone
- 3: Alice ở Xứ sở thần tiên
- 2: Biutiful, Harry Potter và Bảo bối Tử thần: Phần 1, và Bí kíp luyện rồng

6 phim nhận nhiều giải thưởng:
- 4: Inception và The King's Speech
- 3: The Social Network
- 2: Alice ở Xứ sở thần tiên, The Fighter và Câu chuyện đồ chơi 3

## Giải danh dự
The Academy held its 2nd Annual Governors Awards ceremony on ngày 13 tháng 11 năm 2010, during which the following awards were presented.

### Giải Oscar danh dự
- Kevin Brownlow
- Jean-Luc Godard
- Eli Wallach

### Irving G. Thalberg Memorial Award
- Francis Ford Coppola

## Người dẫn chương trình
Presenters as of ngày 27 tháng 2 năm 2011
| - Amy Adams - Javier Bardem - Annette Bening - Halle Berry - Kathryn Bigelow - Cate Blanchett - Russell Brand - Jeff Bridges - Josh Brolin - Sandra Bullock - Billy Crystal - Kirk Douglas - Robert Downey, Jr. - Jake Gyllenhaal - Tom Hanks | - Jennifer Hudson - Hugh Jackman - Scarlett Johansson - Nicole Kidman - Mila Kunis - Jude Law - Matthew McConaughey - Helen Mirren - Kevin Spacey - Steven Spielberg - Hilary Swank - Justin Timberlake - Marisa Tomei - Oprah Winfrey - Reese Witherspoon |